# Gare de Montmagny
La gare de Montagny est une gare ferroviaire située au 4, rue de la Station à Montmagny (Québec). 
Elle est desservie par L'Océan et le Train Montréal-Gaspé. Elle a été désignée gare ferroviaire patrimoniale en 1994.

## Histoire

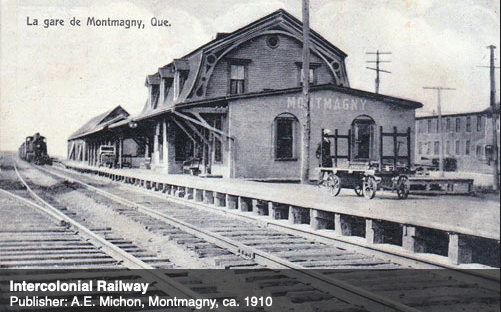
La gare vers 1910